# Kælan Mikla

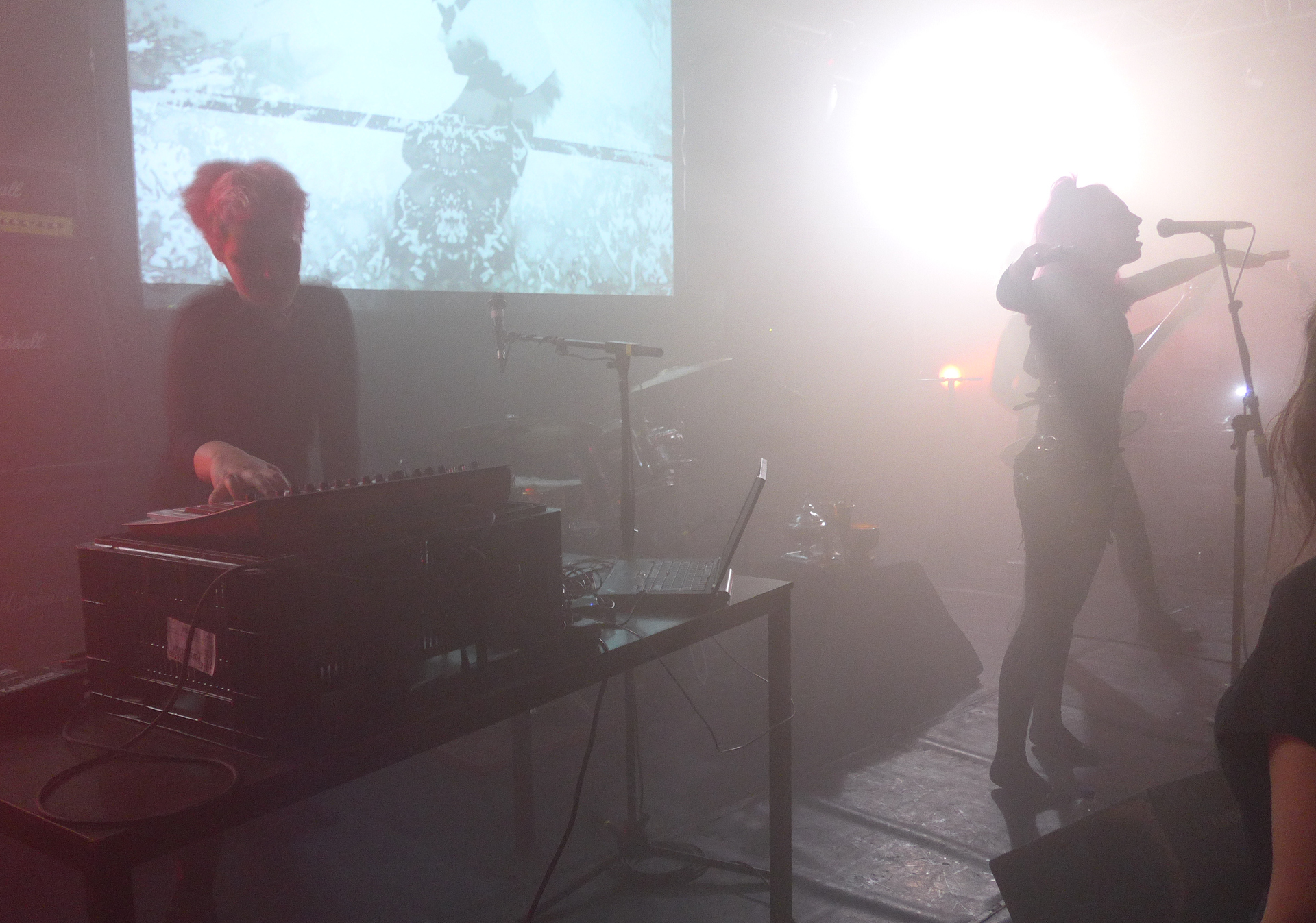
Kælan Mikla op Roadburn Festival 2018 in Tilburg

Kælan Mikla ([cʰaiːlan mɪhkla]) is een IJslandse indie artpunkband. De band is in 2013 opgericht in Reykjavik door Laufey Soffía Þórsdóttir, Margrét Rósa Dóru-Harrýsdóttir en Sólveig Matthildur Kristjánsdóttir. Op 11 mei 2014 werd het eerste album Glimmer og aska in eigen beheer uitgebracht. Het eponieme album Kælan Mikla verscheen twee jaar later op het Griekse label Fabrika Records. De band heeft op diverse festivals opgetreden waaronder Eurosonic, Meltdown en Roadburn.

## Geschiedenis
De drie leden leerden elkaar kennen op Menntaskólinn við Hamrahlíð, een middelbare school die erom bekendstaat kunstzinnige leerlingen aan te trekken. Margrét en Sólveig schreven zich samen met Laufey in voor een poetryslam in 2014. Hoewel ze niet de intentie hadden om een band te vormen, wonnen ze de eerste prijs en werden ze aangemoedigd om door te gaan in de muziek.
Nog datzelfde jaar bracht de band het album Glimmer og aska uit in eigen beheer. Het eponieme album Kælan Mikla volgde in 2016, uitgebracht op het Griekse label Fabrika Records dat gespecialiseerd is in experimentele muziek. Het album werd gemasterd door Doruk Ozturkan. In 2017 werd Mánadans uitgebracht op het label Artoffact Records nadat het eerder in eigen beheer op cassette uitgegeven werd.
In 2018 speelde Kælan Mikla op verschillende festivals. De band werd door Robert Smith uitgenodigd om op te treden op Meltdown Festival 2018, waarvan Smith curator was. Ook speelde de band tijdens het concert ter ere van het 40-jarig jubileum van The Cure in Hyde Park. Op 19 april 2018 trad Kælan Mikla op tijdens Roadburn Festival in Tilburg. Op 8 november in hetzelfde jaar verscheen het album Nótt eftir nótt. Het album werd integraal op het officiële YouTube-kanaal van Artoffact gepubliceerd. In 2019 maakte de band een Europese tour ter promotie van het album.

## Stijl
In de vroegste periode maakte de band gebruik van wat Jamie Ludwig van het Britse webzine FACT traditionele punkinstrumenten noemt. Margrét speelde basgitaar en Sólveig drums. Sólveig stapte later over op een drumcomputer en synthesizer wat de muziek donkerder maakte. Om de band te omschrijven, zijn termen als gothic, darkwave en synthpunk gebruikt.

## Discografie

### Albums
- Glimmer og aska, 2014
- Kælan Mikla, 2016
- Mánadans, 2017
- Nótt eftir nótt, 2018
- Undir köldum norðurljósum, 2021

### Singles/ep's
- Split, 2014 (met Aska)
- Demos, 2015